# Enskede-Årsta-Vantörs stadsdelsområde
Enskede-Årsta-Vantör är ett stadsdelsområde i Söderort i Stockholms kommun. Stadsdelsområdet omfattar stadsdelarna Bandhagen, Enskedefältet, Enskede gård, Gamla Enskede, Hagsätra, Högdalen, Johanneshov, Rågsved, Stureby, Årsta (utom Årsta holmar), Örby och Östberga.
Enskede-Årsta-Vantör bildades den 1 januari 2007 då Enskede-Årsta och Vantör slogs samman enligt beslut av kommunfullmäktige.
Folkmängden uppgick till 103 814 personer den 31 december 2022, varav 29 procent är födda i utlandet.